# Alexander Batta

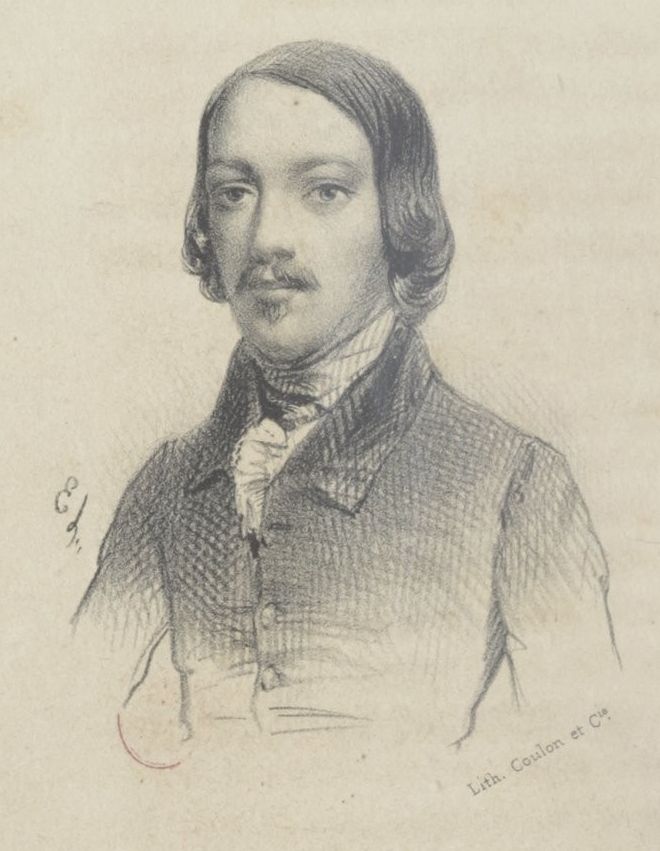
Lithographie des jungen Batta auf dem Vorsatzblatt der zeitgenössischen Biografie von Eyma/de Lucy, Paris 1840.

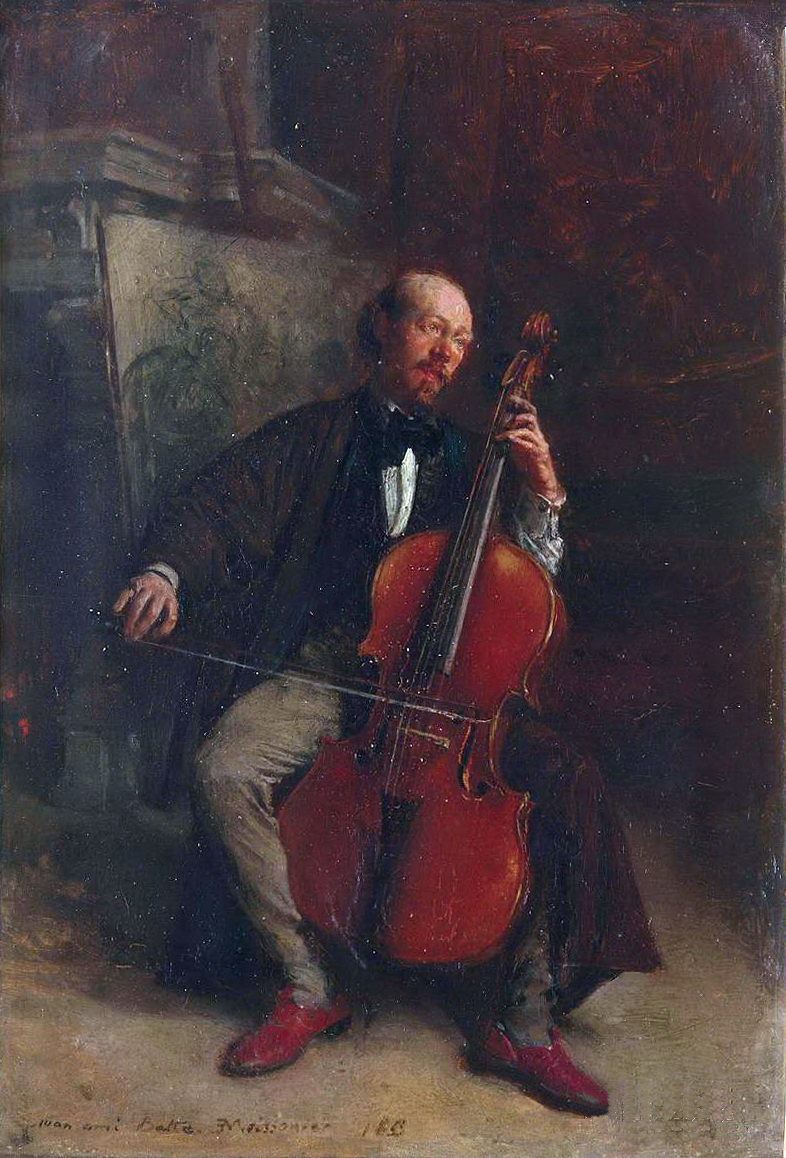
Porträt Battas von Ernest Meissonier, 1859.

Petrus Alexander Batta (* 9. Juli 1816 in Maastricht; † 8. Oktober 1902 in Versailles), bekannt unter dem Namen Alexander Batta bzw. französisch Alexandre Batta, war ein Violoncello-Virtuose und Komponist, der hauptsächlich in Paris wirkte.

## Leben
Alexander Batta war der älteste von drei Söhnen des Cellisten und Musiklehrers Pierre Batta (1793–1876) und seiner Frau Isabella Laguesse († 1851). Alle drei Brüder wurden Musiker: Alexander Batta Cellist, Jean-Laurent Batta (1817–1880) Pianist und Joseph Batta (1819 oder 1820–1892) Geiger. 1821 zog die Familie nach Brüssel, wo Pierre Batta am Konservatorium als Solfège-Lehrer arbeitete. Dort erhielt Alexander Batta auch seine Ausbildung als Violoncellist bei Nicolas-Joseph Platel. Bereits mit elf Jahren soll Batta, einer zeitgenössischen Biografie zufolge, erste öffentliche Konzerte gegeben haben; mit zwölf Jahren habe er Konzertreisen durch die Städte Belgiens und Hollands zusammen mit seinen beiden jüngeren Brüdern absolviert.
1835 zog Batta nach Paris. Sein Durchbruch dort war im Januar/Februar 1837 eine Serie von vier Konzerten mit Franz Liszt (Piano) und Chrétien Urhan (Violine), unter anderem mit kammermusikalischen Werken von Ludwig van Beethoven. Er etablierte sich in Paris als Cellovirtuose und schuf sich dort bald einen großen Kreis von Freunden und Bewunderern, zu dem neben Liszt unter anderem die Komponisten Hector Berlioz, Giacomo Meyerbeer, Gioacchino Rossini, Charles Gounod und Gaetano Donizetti, die Schriftsteller Honoré de Balzac, Eugène Sue, Alexandre Dumas der Ältere und Alexandre Dumas der Jüngere sowie die Maler Ernest Meissonier, Eugène Delacroix und Jean-Baptiste Camille Corot gehörten.
Batta spielte in den angesehensten Salons, so bei Delphine de Girardin und bei Pierre-Antoine Berryer, und unternahm zahlreiche Konzertreisen durch ganz Europa. Seine eigene Vorliebe galt der großen französischen und italienischen Oper. Besondere Bewunderung brachte er den Opern Vincenzo Bellinis und vor allem dem Tenor Giovanni Battista Rubini entgegen, dessen Gesangsstil er als Vorbild für sein Cellospiel adaptierte. Zudem schrieb Batta eine Reihe von Kompositionen, meist für sein Instrument mit Klavierbegleitung, und transkribierte musikalische Werke anderer für das Violoncello. Häufig handelte es sich um Paraphrasen oder Fantasien zu Opernmelodien.
In den 1870er Jahren zog sich Batta vom Musikleben zurück und nahm seinen Wohnsitz in Versailles, wo er gelegentlich Musikkritiken für ein lokales Blatt verfasste. Er war dort unter anderem als Kunstsammler bekannt, der Ölbilder und Grafiken unter anderem von Delacroix und Corot besaß, oft mit persönlicher Widmung. Nach seinem Tod wurde seine Sammlung versteigert. Batta hinterließ der Stadt Maastricht unter anderem sein von Jakob Josef Eeckhout gefertigtes Porträt (heute im Bonnefantenmuseum) sowie eine Geldsumme, mit der talentierte Musiker an der städtischen Musikschule gefördert werden sollten. Das „legaat Batta“ wurde jedoch nur viermal verliehen, zum letzten Mal 1911, aus bisher ungeklärten Gründen.
Verheiratet war der Musiker mit Clémentine Batta (geborene O’Mahony; 1819–1880), ebenfalls einer Musikerin, die selbst eine Reihe von Kompositionen für Klavier veröffentlichte.

## Der Cellist

### Auftritte und Repertoire
Batta beschränkte sich im Wesentlichen auf Kammermusik. Auf diesem Feld spielte er in erster Linie Klaviertrios, Cellosonaten und ähnliche Formen, in denen das Cello solistisch hervortritt.
Einen enormen, noch Jahrzehnte nachwirkenden Erfolg hatten besonders die vier Kammermusiksoireen mit Franz Liszt und Chrétien Urhan im Januar und Februar 1837 in der Salle Érard, in deren Mittelpunkt Beethoven-Werke standen. Batta spielte hier den Cellopart in der Cellosonate A-Dur op. 69, den Trios op. 70,1 D-Dur („Geistertrio“) und op. 70,2 Es-Dur und insbesondere dem op. 97 B-Dur („Erzherzog-Trio“). Diese Auftritte erhielten viele Rezensionen im In- und Ausland, häufig in überschwänglichem Tonfall, und fanden trotz hoher Eintrittspreise ein zahlreiches Publikum. Die vierte Soiree besuchten nicht weniger als 900 Personen.
Später trat Batta häufig zusammen mit seinem Bruder Laurent am Klavier auf, gelegentlich mit Joseph Batta, meist aber mit François Seghers an der Violine. 1863 bildete er ein Trio mit Rosa Escudier-Kastner (Piano) und Henri Vieuxtemps (Violine). Zum Repertoire gehörten neben den Beethoven-Trios auch technisch anspruchsvolle Werke des Cellisten Bernhard Romberg und Trios von Gegenwartskomponisten, etwa Johann Peter Pixis und Napoléon-Henri Reber. Vor allem aber spielte Batta eigene Kompositionen und Transkriptionen für Cello, u. a. von Schubert-Liedern, Fantasien über bekannte Opernmelodien und Ähnliches, insbesondere bei seinen jährlichen Konzerten in der Salle Érard. Dies wurde ihm gelegentlich auch zum Vorwurf gemacht: Er wage sich nicht mehr an schwierigere Werke heran.
Battas Ruf gründete sich aber nicht nur auf solche öffentlichen Auftritte in Konzertsälen. Er gehörte zu denjenigen Künstlern, die privaten Auftritten, oft in den Appartements des Künstlers selbst, aber auch in bekannten Salons der besseren Gesellschaft mindestens dieselbe Aufmerksamkeit schenkten. Über diese intimeren Auftritte gibt es eine Reihe sehr anschaulicher und eindrucksvoller Berichte. So schrieb Hector Berlioz in einem Korrespondentenbericht für die Neue Zeitschrift für Musik 1841:
„Die Matineen von Batta vereinigen eine große Masse distinguirter Personen, Literaten, Künstler, Philosophen, Militairs! Man steigt auf die Tafeln, setzt sich unter das Piano und giebt beinahe dem Spielenden nicht genug Raum zur freien Bewegung. Beethoven und seine göttlichen Trios, Schubert und seine Lieder regieren da ausschließlich. Der bewunderungswürdige Violoncellist Batta wird von seinem Bruder Laurent trefflich begleitet. [...] Ein Stück betitelt: les Accords, von A. Batta componirt, hat großes Aufsehen erregt. Es ist aus den Etudes dramatiques, die der Componist Hrn. Liszt dedicirt hat.“
Der englische Autor und Kritiker Henry Fothergill Chorley beschrieb ebenfalls eine solche Matinee in seinem 1841 erschienenen Buch Music and Manners in France and Germany:
„Ich habe nicht die hübsche kleine Zimmersuite im dritten Stock der Rue Laffitte 42 vergessen, wo ich die posthumen Beethoven-Quartette von einem Ensemble enträtselt gehört habe, das von Monsieur Seghers geleitet wurde, mit Monsieur Alexandre Batta als Violoncellist, und dies mit solcher Gewissenhaftigkeit und Tiefe des Gefühls, dass ich beim Verständnis dieser schwierigen Musik viel weiter gekommen bin als je zuvor. Die Matineen, bei denen diese Werke gespielt wurden, waren charmant. Das Publikum war zugleich gemischt und erlesen: Das atemberaubende  Interesse sorgte für eine andere Art von Stille als die forcierte Aufmerksamkeit des Conservatoire-Publikums [bei den sinfonischen Beethoven-Konzerten].“
Chorley merkte an, dass das englische Publikum Battas bemerkenswerte Fähigkeiten in dieser „höchsten Stufe der Musik“ (also der klassischen Kammermusik) noch nie in angemessener Weise erleben habe können.

### Gesamtbeurteilungen des Stils
Von Battas Cellospiel gibt es keine Tonaufnahmen, da seine aktive Zeit lange vor der Erfindung der ersten Tonwiedergabeapparaturen liegt. Es existiert aber eine große Anzahl an Rezensionen, Kritiken und zusammenfassenden Beurteilungen.
Als Battas besondere Qualität wurde durchweg sein sanglicher, klangschöner, gefühl- und seelenvoller, der menschlichen Stimme ähnelnder Ton bezeichnet. Als „beeindruckbarer und beeindruckender Melodiker“ sei er unübertroffen. Kraft, Bravour, Energie und auch die technische Brillanz sollen bei ihm hingegen nicht so sehr im Vordergrund gestanden haben wie etwa bei seinem Zeitgenossen Adrien-François Servais. So rühmte Hector Berlioz 1845 den „zugleich einfachen und expressiven Stil seiner Kantilenen“. Battas Violoncello atme „die wahrhaftigen Klänge der menschlichen Stimme“. Einen unangenehmen Eindruck hatte er allerdings von Battas Pizzicato, das Anreißen der Saiten habe einen „einzigartigen und grotesken Lärm“ ergeben, der „nichts Musikalisches“ gehabt habe. Charles Eichler schrieb in Robert Schumanns Neuer Zeitschrift für Musik, Batta sei „ein wahrer Sänger auf seinem Instrument“, und was ihn auszeichne, sei „ein tiefes wahres Gefühl“. Er habe sich vor allem vom Gesang von Giovanni Battista Rubini, Tamburini und Grisi manches für sein Cellospiel angeeignet.
In der satirischen Erzählung Les amours de deux bêtes zog Honoré de Balzac 1842 Battas Cellospiel als geradezu sprichwörtlichen Vergleich für das unmittelbare Ansprechen zartester Emotionen heran und verwendete dabei den damals gängigen musikalischen Terminus des Son filé (etwa: „gesponnener Ton“). Er sprach von den „sons filés von Battas Violoncello, wenn Batta die Liebe malt und damit die ätherischsten Träumereien bei den gerührten Frauen wachruft – die dann oft ein alter Tabakschnupfer durch sein Schneuzen stört (hinaus!)“. Der Son filé war, wie David Watkin in einem Aufsatz zur zeitgenössischen Aufführungspraxis von Beethovens Kammermusik für Cello festhält, ein ausgehaltener Ton (oder auch eine legato gespielte Tonfolge) bei Sängern und Streichern, im Falle der Streicher auf einen einzigen langen Bogenstrich, der mit einem Anschwellen und Abschwellen (Messa di voce) verbunden war und in allen damaligen Lehrwerken als Übung, teilweise aber auch als starkes Ausdrucksmittel empfohlen wurde. Besonders galt das für die damals sehr einflussreiche Méthode des Pariser Konservatoriums, die sogar ein mehrfaches An- und Abschwellen eines Tons innerhalb eines Bogenstrichs anführte (genannt „ondulé“).
Der bekannte Musikkritiker François-Joseph Fétis schrieb in seiner Biographie universelle des musiciens et bibliographie générale de la musique 1868 sehr kritisch über Batta. Dieser habe sich eine bestimmte Manier von Rubini ausgeborgt: „Der auffallendste seiner (Rubinis) Makel war ein formelhafter Wechsel von Forte und Piano, der sich unaufhörlich wiederholte, egal wie im Übrigen der Charakter der gesungenen Phrase war. Dieses verführerische Mittel verfehlte bei den Dilettanti niemals seinen Zweck. Batta begriff, dass er das auf das Cello anwenden konnte, das in Register und Timbre der Tenorstimme ähnlich ist. Er täuschte sich auch nicht, was das Resultat für sein Renommee und seinen Geldbeutel anging.“ Diese Manier habe sich negativ auf seine technischen Fähigkeiten ausgewirkt. Das sei schade, denn er habe von Natur aus ein gutes musikalisches Gefühl und von Platel solide Grundlagen gelernt; „er hatte ein bemerkenswertes Talent, was die Präzision und das Gefühl angeht, für klassische Quartett- und Quintettmusik.“ Wörtlich heißt es: „dans la musique classique du quatuor et du quintette“, ein Ausdruck, der damals in Paris allgemein für die ernste Kammermusik verwendet wurde. Heinrich Heine äußerte sich in seinen Berichten über die „Musikalische Saison in Paris“ 1841 spöttisch: Batta habe, als er nach Paris gekommen sei, „durch seine knabenhafte Jugendlichkeit ganz besonders die Damen“ ergötzt. „Er war ein liebes Kind und weinte auf seiner Bratsche [sic!] wie ein Kind. Obgleich er mittlerweile ein großer Junge geworden, so kann er doch die süße Gewohnheit des Greinens nimmermehr lassen …“
An Battas Cellospiel schieden sich mithin die Geister. Eine besonders negative Darstellung, die alle gängigen Gegensatzpaare aufnimmt und sie um Gender-Stereotype ergänzt, findet sich im Grand Dictionnaire Universel du XIXe siècle von Larousse (1867): „Er hat eine große Zahl von Konzerten gegeben, die stets mit großem Interesse von Amateuren verfolgt wurden, denn diese bewunderten die Grazie, das Gefühl und die Leichtigkeit seines Spiels … Seriöse Kunstrichter tadeln an Batta seine Vorliebe für kleine Salonkompositionen, sein ständiges Wechseln vom Forte zum Piano, sein effeminiertes Spiel, seine musikalischen Affektiertheiten und Geschmacklosigkeiten, schließlich das Fehlen von Männlichkeit in der Bogenführung. … Er ist ein Musiker für die Damen.“

### Das Instrument
Seit 1837 spielte Batta auf einem 1714 von Stradivari gebauten Cello, das er in Paris erworben hatte. Im Jahr 1893 verkaufte er es, und es gelangte über ein paar Stationen 1903 zu Gregor Piatigorsky, der es ein Leben lang benutzte. Das als Batta-Piatigorsky-Violoncello bekannte Instrument befindet sich heute im Metropolitan Museum of Art in New York.
In der Zeit Battas setzte sich allmählich der Stachel durch, mit dem das Instrument auf dem Boden abgestützt werden konnte, so dass der Spieler es nicht mehr zwischen die Beine klemmen musste. Batta scheint diese Neuerung, die die Virtuosität begünstigte, jedoch nicht übernommen zu haben. Auf dem Porträt von Meissonier spielt er sein Cello in der traditionellen Haltung.

## Der Komponist
Kompositionen für Violoncello solo stammten im 19. Jahrhundert meist von Cellisten und waren vor allem als Übungsstücke oder für den eigenen Vortrag gedacht. Allerdings gab es eine Vielzahl von Arrangements und Transkriptionen für das Instrument, insbesondere Fantasien über beliebte Themen aus der Welt der Oper, die jedoch selten über längere Zeit attraktiv geblieben seien.  Batta bildete hierin keine Ausnahme. Ein großer Teil seines kompositorischen Schaffens bestand aus Fantasien über Motive aus populären Opern von Bellini, Donizetti, Meyerbeer, Rossini und Verdi. 
Hervorgehoben werden in der Literatur mehrfach seine Transkriptionen von Schubertliedern für Cello, die er „unnachahmlich“ vorgetragen haben soll. Ein Nachruf vom Oktober 1902 gibt an, dass Cellisten („einer früheren Generation“) gern seine Elegie Souvenir de Dom Sébastien (nach Donizettis Oper Dom Sébastien) gespielt hätten, allerdings gelte das Stück mittlerweile als altmodisch.

## Ehrungen und Nachleben
Batta erhielt eine Reihe von staatlichen und städtischen Ehren. Der König der Niederlande und Großherzog von Luxemburg Wilhelm III. ernannte ihn zum „Ersten Violoncellisten“ des Königs und verlieh ihm den Orden der Eichenkrone im Kommandeursrang. 1875 erhielt er den Titel eines Chevaliers der Ehrenlegion. Die Stadt Maastricht benannte 1892, noch zu seinen Lebzeiten, eine Straße im neuen Bahnhofsviertel nach ihm, die Alexander Battalaan.
Lange Zeit war Batta fast vergessen, seine Kompositionen, die er sich meist selbst auf den Leib geschrieben hatte, wurden nicht mehr aufgeführt. 2015 fand jedoch in Maastricht ein Festival Batta & Co. im Museum aan het Vrijthof statt, das der „Maastricht-Paris Connection“ gewidmet war, also Musikern, die in Maastricht aufgewachsen waren und in Paris Erfolge gefeiert hatten. Doris Hochscheid (Cello) und Frans van Ruth (Klavier) spielten dort Stücke von Batta, Joseph Hollman, Andrée Bonhomme, Émile Wesly und anderen. Von Batta kamen seine Opernfantasien über Robert le diable, Il trovatore und Guillaume Tell zur Aufführung, die ersteren beiden wurden auch auf CD aufgenommen.

## Äußeres Erscheinungsbild
Während seiner großen Erfolge nach der Ankunft in Paris wird Batta als ein junger Mann mittlerer Größe, mit langem, lockigem, blondem Haar, blassem Teint und melancholischen blauen Augen beschrieben. Er galt als hübscher Junge, der die Frauen der Gesellschaft nicht nur durch sein Talent, sondern auch durch seine Person anzog.

## Kompositionen, Arrangements und Transkriptionen (Auswahl)
- La Romanesca. Fameux air de danse de la fin du 16e siècle. Arrangé pour violoncelle avec accompagnement de deux violons, alto, basse et guitarre (ou pianoforte). Cotelle, Paris 1838. Arrangement einer Romanesca für Cello mit Begleitung (entweder Violine, Bratsche und Kontrabass mit Gitarre oder Klavier).
- Duo pour piano et violoncelle sur Robert le Diable (mit Julius Benedict). Schott, Mainz 1840. Duo für Piano und Violoncello über Motive der Oper Robert le diable von Giacomo Meyerbeer.
- Souvenir de Dom Sébastien. Élégie pour violoncell et pianoforte. Schott, Mainz 1847.
- Six Lieder de François Schubert, transcrites pour violoncelle avec accompagnement de piano. Spina, Wien 1855. Transkriptionen von Schubert-Liedern für Violoncello mit Klavierbegleitung: Des Mädchens Klage, Ellens dritter Gesang (bekannter als „Ave Maria“), Ständchen (aus dem Schwanengesang), Die Erwartung, Sei mir gegrüßt. Schließlich ist Adieu enthalten, das Lied stammt allerdings nicht von Schubert, sondern von August Heinrich von Weyrauch, wurde Schubert jedoch lange zugeschrieben.
- Il Trovatore, opéra de Verdi. Fantaisie pour violoncelle avec accompagnement de piano. Escudier, Paris 1863. Fantasie über Themen der Oper Il trovatore von Giuseppe Verdi für Violoncello mit Klavierbegleitung.
- Guillaume Tell. Morceau de concert pour trois violoncelles avec accompagnement de piano. Grus, Paris 1864. Konzertstück für drei Violoncelli mit Klavierbegleitung nach Motiven der Oper Guillaume Tell von Gioachino Rossini.
- Cantilène pour violoncelle et piano. Durand & Fils, Paris 1894. Partitur online auf Gallica.